# حد التعرض على المدى القصير
حد التعرض على المدى القصير (STEL) هو متوسط التعرض المقبول لبعض المود الكيميائية والفيزيائية على مدى فترة زمنية قصيرة، وعادة ما يكون 15 دقيقة طالما لم يتم تجاوز المتوسط المرجح.
حد التعرض على المدى القصير هو مصطلح يستخدم في الصحة المهنية والنظافة الصناعية وعلم السموم. وعادةً حد التعرض على المدى القصير حدًا قانونيًا في الولايات المتحدة لتعرض الموظف لمادة كيميائية. وقد قامت إدارة السلامة والصحة المهنية (US OSHA) بتعيين OSHA-STELs لـ 1،3-بوتادين والبنزين وأكسيد الإيثيلين. بالنسبة للمواد الكيميائية، تُجرى تقييمات حد التعرض على المدى القصير عادة لمدة 15 دقيقة ويتم التعبير عنها بأجزاء لكل مليون (جزء في المليون)، أو في بعض الأحيان بالملليغرام لكل متر مكعب (ملغم/م3).
ينشر المؤتمر الأمريكي لعلماء الصحة الصناعية الحكوميين قائمة أكثر شمولًا من حد التعرض كقيمة حد عتبة (TLV-STEL).